# Eerste klasse B 2021-22 (voetbal België)
Het seizoen 2021/22 van het Belgische Eerste klasse B ging van start op 13 augustus 2021 en eindigde op 17 april 2022, en omvatte een competitie met acht teams.

## Opzet
De competitie werd gespeeld door acht teams. De kampioen werd aangeduid op basis van het reguliere klassement na 28 speeldagen. De tweede in het klassement speelde barragewedstrijden tegen de voorlaatste uit het klassement in eerste klasse A, en maakte zo ook kans om te promoveren.
Het voorstel om 7 of 8 beloftenteams van ploegen uit eerste klasse A toe te voegen aan eerste klasse B werd uitgesteld naar het seizoen 2022/23, waardoor Club NXT dit seizoen niet in eerste klasse B speelde. Excelsior Virton kwam in hun plaats.

## Gedegradeerde teams
Deze teams degradeerden voor aanvang van het seizoen uit de Eerste klasse A:
- Royal Excel Moeskroen
- Waasland-Beveren

## Gepromoveerde teams
Deze teams promoveerden voor aanvang van het seizoen uit de Eerste nationale:
- Geen

## Promoverend team
Volgend team promoveerde na afloop van het seizoen naar de Eerste klasse A:
- KVC Westerlo

## Degraderende teams
Volgend team degradeerde na afloop van het seizoen naar de Tweede afdeling:
- Royal Excel Moeskroen (Op 13 april 2022 maakte de licentiecommissie van de Belgische voetbalbond bekend dat Royal Excel Moeskroen voor het seizoen 2022-23 geen licentie voor profvoetbal en voor Eerste nationale zou krijgen.[5] Daarop werd de club teruggezet naar de Tweede afdeling.[6] Dit werd op 10 mei 2022 bevestigd door het C-SAR (Sport afdeling van het Belgisch Centrum voor Arbitrage en Meditatie.)[7]

## Clubs
Acht clubs speelden in 2021-22 in eerste klasse B. Uitgesplitst per provincie kwamen twee clubs uit Antwerpen en Oost-Vlaanderen, en telkens één uit het Brussels Hoofdstedelijk Gewest, Henegouwen, Limburg en Luxemburg.
| Nr. kaart | Stam- nummer | Club                          | Plaats              | # seiz. 1B |
| --------- | ------------ | ----------------------------- | ------------------- | ---------- |
| 1         | 200          | Excelsior Virton              | Virton              | 2          |
| 2         | 216          | Royal Excel Moeskroen         | Moeskroen           | 1          |
| 3         | 818          | KMSK Deinze                   | Deinze              | 2          |
| 4         | 2024         | KVC Westerlo                  | Westerlo            | 5          |
| 5         | 2554         | Lommel SK                     | Lommel              | 5          |
| 6         | 3970         | Lierse Kempenzonen            | Lier                | 2          |
| 7         | 4068         | KVRS Waasland - SK Beveren    | Beveren             | 1          |
| 8         | 5479         | Racing White Daring Molenbeek | Sint-Jans-Molenbeek | 2          |

### Personen en sponsors
| # | Club                          | Plaats              | Stadion                          | Capaciteit | Trainer          | Vorige trainers seizoen 2021/22              | Aanvoerder         | Shirtsponsor | Hoofdsponsor(s)    |
| - | ----------------------------- | ------------------- | -------------------------------- | ---------- | ---------------- | -------------------------------------------- | ------------------ | ------------ | ------------------ |
| 1 | Excelsior Virton              | Virton              | Yvan Georgesstadion              | 4.599      | Pablo Correa     | Christophe Grégoire Emmanuel Coquelet (a.i.) | Anthony Sadin      | Kipsta       | Leopard Naturel    |
| 2 | Royal Excel Moeskroen         | Moeskroen           | Le Canonnier                     | 10.570     | José Jeunechamps | Enzo Scifo Philippe Saint-Jean (a.i.)        | Christophe Lepoint | Uhlsport     | Star Casino        |
| 3 | KMSK Deinze                   | Deinze              | Burgemeester Van de Wielestadion | 7.515      |                  | Wim De Decker                                | Denis Prychynenko  | Legea        | Dakota Vastgoed    |
| 4 | KVC Westerlo                  | Westerlo            | 't Kuipje                        | 8.035      | Jonas De Roeck   |                                              | Lukas Van Eenoo    | Saller       | Soudal             |
| 5 | Lommel SK                     | Lommel              | Soevereinstadion                 | 8.000      | Brian Eastick    | Peter van der Veen Luis Felipe Ferreira      | Glenn Neven        | masita       | Bingoal            |
| 6 | Lierse Kempenzonen            | Lier                | Herman Vanderpoortenstadion      | 13.539     | Tom Van Imschoot |                                              | Alexander Maes     | JAKO         | Keukens Van Lommel |
| 7 | Waasland-Beveren              | Beveren             | Freethielstadion                 | 8.190      | Jordi Condom     | Marc Schneider                               | Dries Wuytens      | Uhlsport     | Star Casino        |
| 8 | Racing White Daring Molenbeek | Sint-Jans-Molenbeek | Edmond Machtensstadion           | 12.266     | Vincent Euvrard  |                                              | Nicolas Rommens    | Joma         | Woutim Paintworks  |

## Uitslagen en rangschikking

### Uitslagen
| Thuis \ Uit        | DEI | MOE | LIE | LOM | RWD | VIR | W-B | WES | DEI | MOE | LIE | LOM | RWD | VIR | W-B | WES |
| ------------------ | --- | --- | --- | --- | --- | --- | --- | --- | --- | --- | --- | --- | --- | --- | --- | --- |
| KMSK Deinze        |     | 3–1 | 1–1 | 3–3 | 1–2 | 3–0 | 0–0 | 2–1 |     | 2–2 | 1–2 | 1–1 | 3–0 | 2–1 | 3–3 | 1–2 |
| Excel Moeskroen    | 2–0 |     | 2–1 | 0–1 | 1–1 | 1–1 | 0–4 | 1–2 | 1–2 |     | 0–0 | 2–1 | 0–1 | 2–1 | 3–0 | 2–6 |
| Lierse Kempenzonen | 2–2 | 2–2 |     | 2–2 | 4–1 | 2–0 | 2–1 | 1–5 | 1–1 | 0–1 |     | 0–2 | 0–1 | 1–1 | 2–0 | 1–0 |
| Lommel SK          | 2–2 | 3–0 | 3–1 |     | 2–3 | 1–3 | 2–3 | 0–1 | 2–1 | 0–0 | 0–1 |     | 0–0 | 3–0 | 1–1 | 2–1 |
| RWDM               | 2–2 | 3–1 | 3–3 | 1–2 |     | 0–0 | 1–3 | 1–2 | 1–0 | 2–0 | 3–1 | 2–0 |     | 3–0 | 2–1 | 0–2 |
| Excelsior Virton   | 1–1 | 0–2 | 2–1 | 2–1 | 0–2 |     | 0–3 | 0–2 | 0–2 | 2–0 | 2–2 | 2–3 | 0–1 |     | 0–4 | 1–0 |
| Waasland-Beveren   | 0–2 | 0–2 | 1–3 | 2–1 | 2–3 | 4–3 |     | 0–2 | 4–1 | 2–0 | 0–1 | 1–1 | 1–0 | 3–1 |     | 2–1 |
| KVC Westerlo       | 2–2 | 4–3 | 3–2 | 2–0 | 0–0 | 2–0 | 1–1 |     | 0–3 | 1–0 | 2–0 | 3–0 | 2–2 | 1–1 | 2–1 |     |

1. ↑  De match tussen Lierse Kempenzonen en KVC Westerlo van 18 februari 2022 werd afgelast vanwege storm Eunice.[9] De match werd op 16 maart 2022 ingehaald.[10]
2. ↑  De match tussen RWDM en KVC Westerlo van 10 december 2021 werd uitgesteld na hevige sneeuwval.[11] Op 25 januari 2022 werd deze match ingehaald.[12]
3. ↑  Op 21 januari 2022 werd de match tussen KVC Westerlo en KMSK Deinze uitgesteld, na vele coronabesmettingen bij KMSK Deinze.[13] Op 9 februari 2022 werd deze match ingehaald.[14]

### Rangschikking
| Pos | Team               | Wed | W  | G  | V  | Ptn | DV | DT | +/− |                                 |
| --- | ------------------ | --- | -- | -- | -- | --- | -- | -- | --- | ------------------------------- |
| 1   | KVC Westerlo       | 28  | 17 | 5  | 6  | 56  | 52 | 29 | +23 | Promotie naar Eerste klasse A   |
| 2   | RWDM               | 28  | 14 | 7  | 7  | 49  | 41 | 33 | +8  | Testwedstrijden voor promotie   |
| 3   | Waasland-Beveren   | 28  | 12 | 5  | 11 | 41  | 47 | 40 | +7  |                                 |
| 4   | KMSK Deinze        | 28  | 9  | 12 | 7  | 39  | 47 | 39 | +8  |                                 |
| 5   | Lierse Kempenzonen | 28  | 9  | 9  | 10 | 36  | 39 | 42 | −3  |                                 |
| 6   | Lommel SK          | 28  | 9  | 8  | 11 | 35  | 39 | 40 | −1  |                                 |
| 7   | Excel Moeskroen    | 28  | 8  | 6  | 14 | 30  | 31 | 45 | −14 | Degradatie naar Tweede afdeling |
| 8   | Excelsior Virton   | 28  | 5  | 6  | 17 | 21  | 24 | 52 | −28 |                                 |

### Play-off 3
|                     |      |         |                | |
| 23 april 2022 18:30 | RWDM | 0 – 1   | RFC Seraing    | Edmond Machtensstadion, Sint-Jans-Molenbeek Toeschouwers: 10.000 Scheidsrechter: Bram Van Driessche |
| 23 april 2022 18:30 |      | Verslag | 45' Mikautadze | Edmond Machtensstadion, Sint-Jans-Molenbeek Toeschouwers: 10.000 Scheidsrechter: Bram Van Driessche |

|                     |             |                    |      |                                                                            |
| 30 april 2022 20:45 | RFC Seraing | 0 – 0 (1 – 0 agg.) | RWDM | Pairaystadion, Seraing Toeschouwers: 7.200 Scheidsrechter: Jonathan Lardot |
| 30 april 2022 20:45 | Verslag     |                    |      | Pairaystadion, Seraing Toeschouwers: 7.200 Scheidsrechter: Jonathan Lardot |

## Topschutter
| Nr. | Speler          | Club             | D  | W  | GPW  |
| --- | --------------- | ---------------- | -- | -- | ---- |
| 1.  | Daniel Maderner | Waasland-Beveren | 13 | 27 | 0,48 |
| 2.  | Lennart Mertens | KMSK Deinze      | 12 | 27 | 0,44 |
| 3.  | Erdon Daci      | KVC Westerlo     | 10 | 25 | 0,40 |
| 4.  | Dylan De Belder | KMSK Deinze      | 9  | 28 | 0,32 |
| 5.  | Ján Bernát      | KVC Westerlo     | 9  | 27 | 0,33 |

Bij een gelijk aantal doelpunten wordt er rekening gehouden met het aantal doelpunten in uitwedstrijden, het aantal speelminuten, het aantal assists en het aantal doelpunten zonder de strafschoppen. Bron: 

## Trainerswissels
| Trainer             | Datum                        | Club             | Reden voor ontslag of vertrek       | Positie | Opvolger           | Datum aanstellen opvolger |
| ------------------- | ---------------------------- | ---------------- | ----------------------------------- | ------- | ------------------ | ------------------------- |
| Cédric Vlaeminck    | Voor aanvang seizoen 2021/22 | KMSK Deinze      | Einde interimperiode                | -       | Wim De Decker      | 4 maart 2021              |
| Bob Peeters         | Voor aanvang seizoen 2021/22 | KVC Westerlo     | Verschil in visie                   | -       | Jonas De Roeck     | 27 mei 2021               |
| Jorge Simão         | Voor aanvang seizoen 2021/22 | Excel Moeskroen  | Overstap naar FC Paços de Ferreira  | -       | Enzo Scifo         | 22 juni 2021              |
| Nicky Hayen         | Voor aanvang seizoen 2021/22 | Waasland-Beveren | Degradatie naar Eerste klasse B     | -       | Marc Schneider     | 18 mei 2021               |
| Liam Manning        | Voor aanvang seizoen 2021/22 | Lommel SK        | Overstap naar Milton Keynes Dons FC | -       | Peter van der Veen | 21 augustus 2021          |
| Enzo Scifo          | 14 oktober 2021              | Excel Moeskroen  | Teleurstellende resultaten          | 8ste    | José Jeunechamps   | 19 oktober 2021           |
| Christophe Grégoire | 13 december 2021             | Excelsior Virton | Teleurstellende resultaten          | 8ste    | Pablo Correa       | 22 december 2021          |
| Peter van der Veen  | 14 december 2021             | Lommel SK        | Persoonlijke redenen                | 7de     | Brian Eastick      | 16 februari 2022          |
| Marc Schneider      | 28 februari 2022             | Waasland-Beveren | Teleurstellende resultaten          | 3de     | Jordi Condom       | 28 februari 2022          |

Nationaal voetbal · Regionaal voetbal · Provinciaal voetbal · KBVB · Nationaal voetbalelftal · Nationaal dameselftal
Belgisch nationaal voetbal
Eerste klasse A · Eerste klasse B · Eerste nationale · Beker van België · Belgische Supercup
Super League · Eerste klasse (vrouwen) · Tweede klasse (vrouwen) · Beker van België (vrouwen) · Belgische Supercup (vrouwen)
Belgisch regionaal voetbal
Tweede afdeling · Derde afdeling
2016/17 · 2017/18 · 2018/19 · 2019/20 · 2020/21 · 2021/22 · 2022/23 · 2023/24 · 2024/25